# روبرت بتروف
روبرت بتروف (2 يونيو 1978 في جمهورية مقدونيا - ) هو مدرب كرة قدم ولاعب كرة قدم مقدوني في مركز الدفاع. شارك مع منتخب مقدونيا لكرة القدم. أما مع النوادي، فقد لعب مع سسكا صوفيا وسلافيا صوفيا ونادي سبارتاك بليفين ونادي لوكوموتيف بلوفديف ونادي بانسيريكوس وPFC Chernomorets Burgas Sofia ‏ وShuvalan FK ‏ وFK Pobeda ‏.

## وصلات خارجية
- روبرت بتروف على موقع قاعدة بيانات كرة القدم.إي يو (الإنجليزية)
- روبرت بتروف على موقع ناشيونال فوتبول تيمز (الإنجليزية)